# Peter Papps
Peter Lee Papps (* 26. November 1939) ist ein ehemaliger australischer Sportschütze.

## Karriere
Peter Papps, dessen Vater ein Waffengeschäft besaß, belegte bei den Olympischen Sommerspielen 1956 in Melbourne den 35. Platz im Wettkampf mit der Schnellfeuerpistole.
Sein Bruder Michael Papps war ebenfalls Sportschütze.